# Bedenac
Bedenac ist eine französische Gemeinde mit 689 Einwohnern (Stand: 1. Januar 2022) im Département Charente-Maritime. Sie gehört zum Arrondissement Jonzac und zum Kanton Les Trois Monts. Die Einwohner werden Bedenacais genannt.

## Geographie
Bedenac liegt etwa 42 Kilometer nordnordöstlich von Bordeaux. Umgeben wird Bedenac von den Nachbargemeinden Montlieu-la-Garde im Norden, Clérac im Osten, Lapouyade im Süden, Laruscade im Süden und Südwesten sowie Bussac-Forêt im Westen und Nordwesten.
Durch die Gemeinde führt die Route nationale 10. 

## Bevölkerungsentwicklung
| Jahr                       | 1962 | 1968 | 1975 | 1982 | 1990 | 1999 | 2006 | 2019 |
| Einwohner                  | 553  | 475  | 437  | 431  | 494  | 509  | 548  | 692  |
| Quellen: Cassini und INSEE |      |      |      |      |      |      |      |      |

## Sehenswürdigkeiten
- Kirche Notre-Dame aus dem 19. Jahrhundert
- Kapelle Notre-Dame-des-Dons im Ortsteil Chierzac-Linière

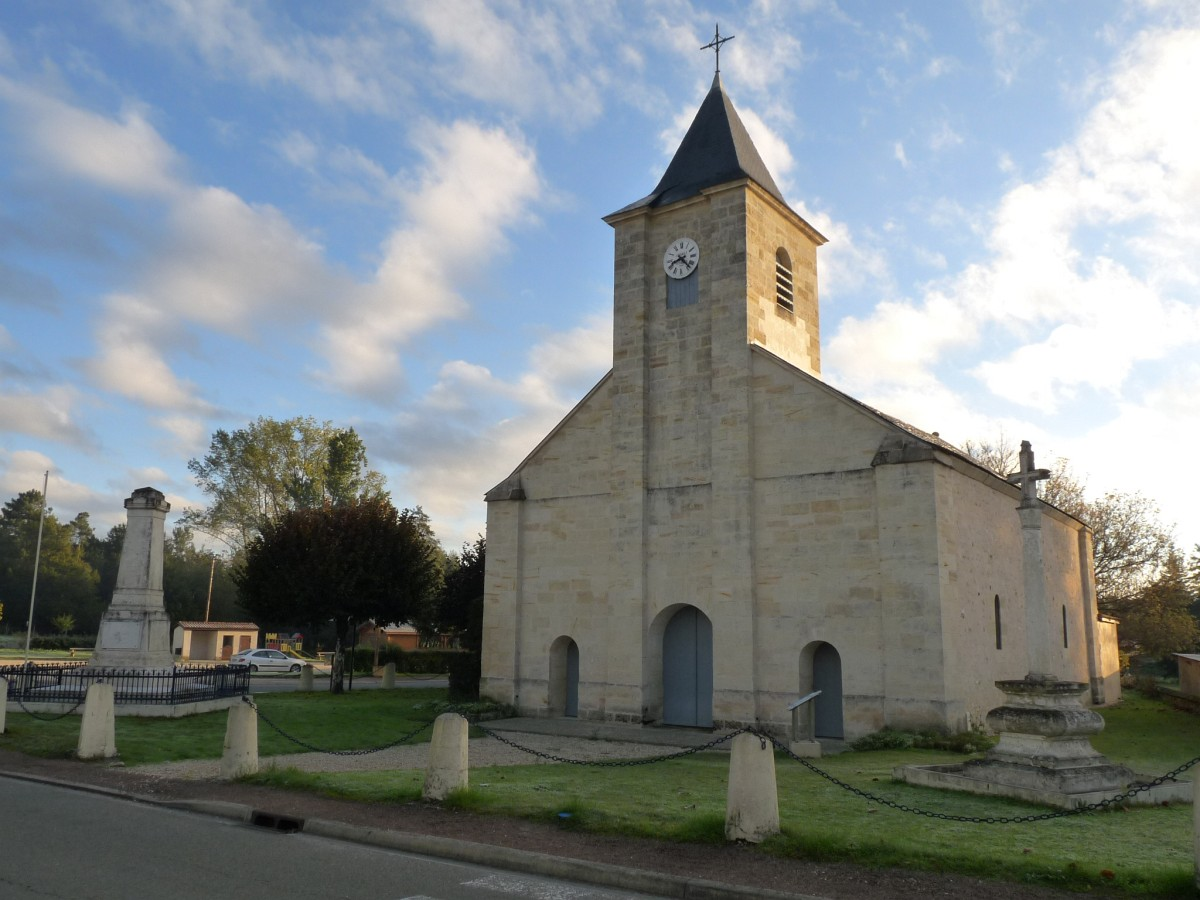
Kirche Notre-Dame